# Yoonji
ユンジ（Yoonji、1982年4月29日 - ）は、韓国・ソウル出身の歌手。本名はKang Yoonji（カン・ユンジ）。

## 来歴
2004年にオーディションの機会を得て、日本で「All of my heart」をリリース。2008年7月9日にavex traxから「A New Start」をリリースした。
2012年、I.Y.Oへ移籍。LGYankees (HIRO) プロデュースの下、2012年9月12日、NO DOUBT FLASH（ポニーキャニオン）の新メンバーとなり、アルバム『HIGH ROLLER』でオリコン週間ランキング25位を記録。
2012年12月19日、NO DOUBT FLASH presents「ALL COVER TRACKS」を発売。
2013年2月6日、レコチョク独占先行＆iTunesで「ファーストデザイア〜片想い〜 feat. LGYankees(HIRO),吉見一星」を配信しソロプロジェクトを始動（レコチョククラブフルチャート週間1位を記録）。
2013年4月24日にはNoaとの限定ユニット・Noa×ユンジを結成し、「NA.MI.DA. 〜そこにあった愛〜」を配信。2曲連続でレコチョククラブフルチャート週間1位（総合チャート13位）を記録する。

## ディスコグラフィ
1. All of my heart（2004年9月15日、AQCD-50077）
2. A New Start（2008年7月9日、avex trax、AVCD-23545）

配信シングル
1. ファーストデザイア 〜片想い〜 feat. LGYankees (HIRO), 吉見一星（I.Y.O / 販売元：avexマーケティング、2013年2月6日）
2. NA.MI.DA. 〜そこにあった愛〜（I.Y.O / 販売元：avexマーケティング 、2013年4月24日） - Noa×ユンジ（限定ユニット）

## 出演ラジオ番組
- PYON2 TALK（ZIP-FM）